# Гёрюр, Наджи
Наджи Гёрюр (тур. Naci Görür; род. 9 сентября 1947, Элязыг) — турецкий геолог, специалист в области седиментологии и морской геологии.
Преподаватель кафедры инженерной геологии горного факультета Стамбульского технического университета. Занимается исследованиями по бассейновому анализу и сейсмичности. Гёрюр известен как специалист, занимающийся информированием о возможных землетрясениях в районе Мраморного моря.

## Биография
Родился в 1947 году.
Окончил горный факультет Стамбульского технического университета в 1967 году, где впоследствии работал до 1973 года. В 1977 году защитил докторскую диссертацию в Имперском колледже Лондона в Англии по стипендии Министерства образования Турции.
В 1978 году вернулся в Турцию. В 1983 году стал адъюнкт-профессором, в 1983 году — профессором Стамбульского технического университета. В 1983 году был удостоен награды Совета Турции по научно-техническим исследованиям, которая присуждается выдающимся учёным в возрасте до 40 лет. В 2004 году Гёрюр получил Научная премия НАТО за мир и безопасность, врученную ему Стамбульском саммите НАТО.
С 1997 года — член Академии наук Турции. В 2011 году Гёрюр покинул Академию наук в связи с изменением закона, предусматривающего назначение членов Академии наук турецким правительством. Также является членом Общества академии наук Турции (тур. Bilim Akademisi Derneği).
В 2007 году участвовал в исследовании дна Мраморного моря по итогам которого был сделан вывод о землетрясении в районе Стамбула, которое может произойти до 2029 года. Выступал с критикой строительства Стамбульского канала.
По состоянию на 2022 год научное издательство Elsevier и Стэнфордский университет внесло Гёрюра в список самых влиятельных учёных мира.